# ديفيد زياس
ديفيد زياس (بالإنجليزية: David Zayas)‏ مواليد 15 أغسطس 1962 في بورتوريكو، هو ممثل أمريكي بدأ مسيرته الفنية عام 1995. أكثر دور قام به ساهم في شهرته هو دوره في مسلسل ديكستر التلفزيوني حينما أدى شخصية (آنجل بتيستا) في المسلسل.

## الأعمال

### أفلام
- 16 بناية
- مايكل كلايتون
- المستهلكون (الدور: الجنرال غارسا)

### مسلسلات
- ديكستر (مسلسل) (الدور: آنجل بتيستا)
- القائمة السوداء (مسلسل) (الدور: ماني سوتو)
- أوز (الدور: إنريكي موراليس)

## روابط خارجية
- ديفيد زياس على موقع IMDb (الإنجليزية)
- ديفيد زياس على موقع ميتاكريتيك (الإنجليزية)
- ديفيد زياس على موقع روتن توميتوز (الإنجليزية)
- ديفيد زياس على موقع ألو سيني (الفرنسية)
- ديفيد زياس على موقع تيرنر كلاسيك موفيز (الإنجليزية)
- ديفيد زياس على موقع أول موفي (الإنجليزية)
- ديفيد زياس على موقع قاعدة بيانات برودواي على الإنترنت (الإنجليزية)
- ديفيد زياس على موقع قاعدة بيانات الأفلام السويدية (السويدية)
- ديفيد زياس على موقع قاعدة بيانات الفيلم (الإنجليزية)
- ديفيد زياس على موقع كينوبويسك (الروسية)